# 土曜はこれダネッ!
『土曜はこれダネッ!』（どようはこれダネッ!）は、2004年4月10日から長野放送で放送されている土曜日夕の情報番組・バラエティ番組。略称は『これダネッ!』。

## 概要
2008年9月までは番組の正式名称が『NBSとれたて情報局 土曜はこれダネッ!』であったが、2008年10月以降「NBSとれたて情報局」は使われなくなり、以来『土曜はこれダネッ!』と題して放送されている。2010年7月10日から地上アナログ放送ではレターボックス形式での放送になった。2014年4月26日で放送開始500回を達成。
『YOU・遊・気分 土曜だ!ぴょん』に出演していた末吉くんは、本番組にも引き続き出演していたが、2020年3月いっぱいで芸人引退に伴い卒業した。
主に信州の観光地や、グルメなどを回っている。
本番組のこれまでの最高視聴率は、2011年11月19日放送分の15.7%である。

## 現在の出演者
- 松山航大（NBSアナウンサー） - 2024年4月6日からメインMC。2014年10月4日から2018年3月30日まで中継キャスター。2018年4月7日から2019年9月28日までお天気キャスター。
- 毛織華澄（NBSアナウンサー） - 2022年10月1日からお天気キャスター、2024年10月6日からMC。
- 久保結（NBSアナウンサー） - 2024年10月6日からお天気キャスター。
- 小林知美 - 2019年10月5日から2022年3月26日、2022年7月16日から中継リポーター。2022年4月2日から2022年7月9日まではスタジオレギュラー。
- 原田公志（セバスチャン）- 2020年4月4日からスタジオレギュラー。
- 浜このみ - 準レギュラー、「おこのみクッキング」担当。
- 篠原信一 - 準レギュラー、「篠原信一　信州人への一本道」→「篠原信一の信州農ライフ」担当。
- 阿部健一（セバスチャン）- 準レギュラー、原田の相方。

## 過去の出演者
- 上小牧忠道（当時NBSアナウンサー） - 初回から2006年3月25日までMC。
- 倉見慶子（当時NBSアナウンサー） - 初回から2010年3月27日までMC。
- 大谷香奈絵（NBSアナウンサー） - 2007年10月20日から2010年3月27日までお天気キャスター。2010年4月4日から2011年3月26日までMC。
- 岸田麻未（当時NBSアナウンサー） - 2011年4月2日から2012年8月25日までお天気キャスター。
- 吉崎仁康（当時NBSアナウンサー）
- 御影倫代（当時NBSアナウンサー）
- 西尾佳（当時NBSアナウンサー） - 2007年6月30日から2014年2月1日まで中継キャスター。
- 吉田圭吾（当時NBSアナウンサー） - 2010年から2013年3月30日まで特集リポーター。
- 小野英美（当時NBSアナウンサー） - 2013年1月12日から2013年6月29日までお天気キャスター。2013年7月6日から2014年1月22日まで特集リポーター。2014年2月15日から2014年3月15日まで中継キャスター。
- ビームアイドルスクール - 2012年9月1日から2012年12月22日までお天気キャスター。
- 西方沙和子（当時NBSアナウンサー） - 2013年6月22日から2015年10月までお天気キャスター。[1]
- 平松奈々（当時NBSアナウンサー） - 2011年4月2日から2017年4月29日までMC。
- 坂本麻子（当時NBSアナウンサー） - 2017年5月6日から2018年3月30日までお天気キャスター。2018年4月7日から6月まで隔週中継キャスター。
- 宮本利之（NBSアナウンサー） - 初回から2006年3月25日まで中継キャスター。 2006年4月1日から2018年3月31日までMC。2019年10月5日から2021年3月27日までプロデューサー。
- 小川功二（NBSアナウンサー） - 2018年4月7日からメインMC。
- 汾陽美樹（NBSアナウンサー） - 2018年4月7日から2019年9月28日まで中継キャスター。2018年4月7日から6月までは隔週で担当。
- アンバランス・山本栄治 - 2014年3月22日から2014年9月27日の放送まで隔週で中継キャスター。2014年10月4日からリポーター。その後、自然消滅。
- 末吉くん - 2004年10月2日から2020年3月28日までMC・コーナー担当。[2]
- 火災報知器・信太郎 -  - 2014年3月22日から2014年9月27日、2019年10月5日から2021年3月27日まで隔週で中継キャスター。2014年10月から2021年3月27日まで「とんでいけ！信ちゃん&こみぃ」→「信ちゃん&こみぃの飛んでいけ」担当。不定期でスタジオゲスト。
- 小宮山瑞季（NBSアナウンサー） - 2014年7月から2016年3月までリポーター。2016年4月から2017年4月29日までお天気キャスター。2017年5月6日から2021年6月26日までMC。
- 戸田山貴美（当時NBSアナウンサー） - 2019年10月5日から2021年3月27日までお天気キャスター。2021年4月3日から6月26日までサブMC。2021年7月3日から2022年3月26日までMC。
- 勇翔（BOYS AND MEN） -「行こうぜ！信州自転車の旅」→「ボイメン勇翔の行こうぜ！信州」→「ボイメン勇翔の漢塾」担当。2017年は月一のゲストだったが、2018年1月からは月一のレギュラーへ昇格。2022年6月まで、出演。
- 尾島早都樹（当時NBSアナウンサー） - 2022年4月2日から中継リポーター。その後、不倫報道により、降板した。よって、2022年7月9日までの出演となった。
- 吉岡麗（NBSアナウンサー） - 2021年4月3日から2022年3月26日までお天気キャスター。2022年4月2日から2024年3月30日までメインMC。
- なすなかにし（那須晃行・中西茂樹） - 2023年度これダネッ!ファミリー。[3]
- 山中真央（NST新潟総合テレビアナウンサー、2024年11月2日）スマイルスタジアム、土曜はこれダネッ!コラボ企画「スマイルこれダネッ!」の番宣出演。毛織アナは山中アナと交代でスマイルスタジアムに相互出演。

## 現在のコーナー
- ふるさと生中継
- おこのみクッキング
- 特集コーナー
- 篠原信一 信州農ライフ
- 天気コーナー
- ツイッター・ハガキのメッセージ
- これダネッ!情報局・プレゼント
- モーリーの信州スケッチ
- はっちゃん 信州大好き

## 終了したコーナー
- 末吉くんのラブ長野
- とんでいけ!！信ちゃん＆こみぃ
- 信ちゃんこみぃの飛んでいけ
- 行こうぜ!信州自転車の旅
- ボイメン勇翔の行こうぜ!信州
- 篠原信一 信州人への一本道
- 篠原信一 信州人への一本道シーズン2
- たかみーチャンネル
- 松山アングル
- こみぃ今日の衣装
- ごはんのおとも
- 元気のもと
- はっちゃんの信州お初ツアー
- ボイメン勇翔の漢塾
- はっちゃんの旬めぐり
- 吉岡うららのウラランド
- いつもさつき晴れ
- グルメ争奪じゃんけん（週替わり）
- おらほのまちネタ（週替わり）

ほか

## 備考
- かつて『めちゃ2イケてるッ!』のスペシャルが18:30に始まる週には18:30までの短縮版で放送していたが、『もしもツアーズ』や他のスペシャル番組がフジテレビで18:30に始まる週には本番組は通常の1時間で放送され、フジテレビからのスペシャル番組は19:00からの飛び乗りで放送する。かつて18:30から始まるSPが放送の際には全て本番組は短縮放送していた。2013年7月6日には『もしもツアーズ』の通常放送を18:30から実施したため、本番組は30分の短縮版となった。
- 本来、フジテレビ系列の土曜日18時台前半枠は塩野義製薬（シオノギヘルスケア）一社提供番組『ミュージックフェア』の放送時間帯だが、NBSが同社からのスポンサーの推薦と承認が得られないことから同番組を放送できず、この時間帯を使って自社制作であるこの番組を放送している。
- 2012年11月24日放送分で番組がTwitterを開始したことを発表し、番組内で実際に平松がTwitterでつぶやいた。2012年12月1日からは、それまでメールやFAXで送信していた番組へのメッセージがTwitterからも送信できるようになった。
- 2013年4月に番組は10周年を迎えた。番組10周年記念として、同年4月15日の『NBS月曜スペシャル』で『月曜だけど土曜はこれダネッ!10周年記念 桜中継スペシャル』が須坂市の臥竜公園から生放送された。同じく番組10周年記念として、同年8月3日には正午から番組初の長時間スペシャル『土曜はこれダネッ!10周年夏まつりスペシャル』が放送された。3部構成で、正午から13:30までが第一部、15:00から17:25までが第二部、18:00から18:30までが第三部。全部で4時間半の放送。メインMCには2009年M-1グランプリ王者のパンクブーブーを迎え、その他にもジューシーズやこてつを招いた。この年以降毎年27時間テレビが放送される日に最長4時間半のスペシャル番組を放送している（後述）。
- 2014年4月5日には番組放送開始11年目突入と同時に番組始まって以来のスタジオセット変更となった。

## エピソード
- 長野県内で舞台が行われる場合、主演の芸能人がゲスト出演することがある。場合によってはVTR出演することもある。
- 2008年11月3日にNBSと新潟総合テレビ(現・NST新潟総合テレビ、NST) の開局40周年記念番組として、NSTの『スマイルスタジアムNST』とのコラボレーション番組『スマイル・これダネッ!』が放送された。以降、毎年10月末から11月初め頃に同じ番組タイトルで、この共同制作番組は放送され続けている。2012年の放送では、本番組が放送されている時間帯（18時台後半枠）にフジテレビで放送されている『もしもツアーズ』の出演者・キャイ〜ンが出演した。
- 2020年2月22日の放送において、末吉くんが2020年3月28日の放送をもって芸人および本番組を卒業することを発表。
- 2020年4月11日の放送から、緊急事態宣言発令により、原田がテレワーク（自宅からテレビ電話での出演）を実施。7月4日の放送でスタジオ復帰した。7月11日から東京都の感染者増加に伴い、再度テレワークになった。10月3日の放送から、原田が再度スタジオ復帰した。2021年1月7日の緊急事態宣言再発令を受け同日から再々度テレワークになった。2021年3月27日の放送から緊急事態宣言解除に伴い、再々度PCR検査を受け陰性が確認された上でスタジオ復帰した。4月17日の放送からまん延防止等重点措置適用、緊急事態宣言発令に伴い再々々度テレワークになった。東京都の緊急事態宣言解除に伴い、2021年6月26日より再度スタジオ復帰した。その後、またテレワークになったが再度スタジオ復帰したが、2022年1月22日の放送から21日より再び、まん延防止等重点措置適用により、再々々々々度テレワークになった。なお、2022年1月29日は相方の阿部健一が新型コロナウイルスに感染し、原田が濃厚接触者になったため、自宅待機となりPCR検査などを受けて陰性が確認されたことなどから、リモートではあるが、翌週（2022年2月5日）から復帰し、2022年3月26日からまん延防止等重点措置が解除のため、スタジオ復帰した。
- 2020年4月11日の放送から新型コロナウイルスの影響により担当している中継コーナーが一時見合わせ、緊急事態宣言発令、東京都の感染者増加などの理由により、信太郎が出演を見合わせ。2021年3月27日の放送からPCR検査を受け陰性が確認された上で復帰したが同日の放送をもって、番組を卒業。

## テーマ曲
- SpecialThanks 『NEVER GIVE UP』

## 番組のスペシャル
2013年に放送10周年目を迎え、番組初のスペシャル番組を放送した。夏のスペシャルは2013年の10周年スペシャルが好評だったことから翌年からもフジテレビ系列で27時間テレビが放送される日に放送されるようになった。
月曜だけど土曜はこれダネッ!10周年記念 桜中継スペシャル
放送日時：2013年4月15日 18:55 - 19:54 （『NBS月曜スペシャル』内）
須坂市の臥竜公園からの生放送。
土曜はこれダネッ!10周年夏まつりスペシャル
放送日時：2013年8月3日 第1部・12:00 - 13:30、第2部・15:00 - 17:25、第3部・18:00 - 18:30
メインMC：パンクブーブー、ゲスト：ジューシーズ、こてつ
番組最長の4時間半。同特番ではNBS感謝祭の模様が放送され、長野びんずると松本ぼんぼんの生中継も行われた。また、番組の放送中には、CM入りの際に番組の10年間の秘蔵映像も紹介された。同特番で実施した信州の珍対決のコーナーには、長野朝日放送で放送の『ナニコレ珍百景』（テレビ朝日製作）で紹介されたものがあった。
土曜はこれダネッ!夏休みスペシャル
放送日時：2014年7月26日 第1部・12:00 - 13:30、第2部・15:00 - 17:25、第3部・18:00 - 18:30
ゲスト:土田晃之、火災報知器、アンバランス、こてつ
土田はかつてNBSで放送されていた『YOU・遊・気分 土曜だ!ぴょん』でMCを務めていた。2003年12月の終了以来NBSの番組に11年ぶりの出演となった。
長野放送開局50周年記念番組 土曜はこれダネッ!スペシャル
放送日時：2019年11月2日 第1部・12:00 -13:30、第2部・14:30 - 17:25、第3部・18:00 - 18:30
ゲスト:篠原信一